# Sanrobertia
Sanrobertia je monotipski biljni rod iz porodice glavočika cjevnjača smješten subtribus Symphyotrichinae, dio tribusa  Astereae.  
Jedina vrsta je S. gypsophila, zeljasta trajnica iz sjevernog Meksika, rijetka vrsta poznata samo iz gipsanih ravnica i llanosa u blizini Entronque San Roberto, južno od Monterreya u Nuevo Leónu. Otuda i ime rodu Sanrobertia i vrsti gypsophila. Prema Kewu ima je možda i u susjednom dijelu Coahuile

## Sinonimi
- Symphyotrichum gypsophilum (B.L.Turner) G.L.Nesom; Phytologia 77(3): 283 (1994 publ. 1995)
- Aster gypsophila B.L.Turner; Southwest. Nat., 19(2): 123 (1974)